# Tamkárum

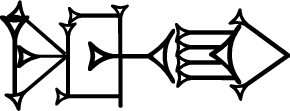
Sumer írásmóddal

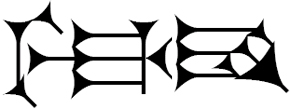
Újasszír írásmóddal

A tamkárum (sumer DAM.GAR3 vagy DAM.GARA3, akkád tamkāru(m) 𒁮𒃼) az akkád „kereskedő” megnevezése. A leírására használt jelcsoport csak az óakkád kortól ismert, de ekkor mindjárt Lagasban és Urban is feltűnik, majd az óbabiloni kortól általánosan elterjed. A tamkárumok nagy jelentőségre tettek szert az óasszír kereskedelem időszakában, amikor Mezopotámia az asszírok révén jelentősen kiterjesztette az érdekszféráját nyugati irányban, egészen Anatólia központi vidékeiig. Saját védnökük az An = Anum istenlista alapján ddam-gar3 („a kereskedő”) Enlil volt.
A tamkárum tényleges jelentéséről és tevékenységi körével kapcsolatban nincs konszenzus az assziriológusok között. Van olyan vélemény, amely szerint nem a kereskedőt, hanem a segédjét, a hitelezőjét vagy egyenesen a „cégvezetőt” értették alatta. Név szerint egyetlen kereskedelmi dokumentum sem említi a tamkárumot, bár ma már ismert néhány anatóliai tamkárum neve: Mannum-balum-Aššur, Damiq-pī-Aššur, Ilī-bāni, Innāja, Imdīlum, Ennam-Bēlum, Pūšu-kēn, Kura, Ilšu-rabi. K. Polányi szerint a tamkárum nem is haszonért kereskedő ügynök volt, hanem olyan állami alkalmazott, aki megélhetését a tevékenységéért kapott állami jövedelemből fedezte. Az 1990-es évek második felétől már körülbelül tisztázottnak tekinthető a tamkárum tevékenységi köre, amelyben nagy szerepet játszott a különböző kereskedelmi társulások koordinálása is, utaztak is és a raktározás is szóba kerül nevük kapcsán. A pénzember, bankár a tamkárum, ügynöke és alkalmazotta pedig a šamallû.
A szó etimológiája igen érdekes. MUNUS×KU.U.GAR3 vagy NIN9.U.GAR3 Azok az összetételek, amelyekben a MUNUS szó megtalálható, általában nőkre vonatkoznak. A MUNUS×KU ligatúra a NIN9 kifejezéssel egyenlő, amely „leánytestvért” jelent. A MUNUS×KU.U összetétellel írt DAM pedig házastársat (akkád aššatu = feleség, mutu = férj). Ugyanez a jelcsoport a „bízni, hinni” jelentésekkel is bír. Mindez a GAR3 jelhez – amely eredetileg valamilyen pékárut, vagy egy „gomb” mértékegységet (= akkád karru), jelentett, majd a kárumot értették alatta – kapcsolódik. Ez is támpontot adhat a tamkárum szó értelmezéséhez. A nőknek fontos szerepük volt a családi gazdaságokban, mind a közvetlen termelésben, mind a ház vagyoni ügyeinek intézésében, a kereskedőtelep – sőt a korai időkben a „rakpart” – említése pedig egyfajta helyhez kötöttséget mutathat.
A klasszikus tamkárumok az óasszír és óbabiloni kor végén eltűntek, de a kereskedőt továbbra is így nevezték, ameddig az akkád utódnyelveit beszélték Mezopotámiában. Az újbabiloni korban egy magas rangú állami hivatalt neveztek rab tamkārumnak, azaz „fő kereskedőnek”.